# Weslake
Weslake Research and Development – brytyjska firma produkująca silniki oraz części zamienne do silników, założona przez Harry'ego Weslake'a.

## Historia
Firma została założona przez Harry'ego Weslake'a, który specjalizował się w głowicach cylindrów. Weslake walnie przyczynił się do modyfikacji dolnozaworowych silników Standard, używanych później w samochodach Jaguar. Weslake zaprojektował także głowice cylindrów do dolnozaworowych silników Morris serii A, stosowanych w Morrisach 1000 oraz Morrisach Mini. Brał udział w projekcie każdego silnika Jaguara, aż do wersji V12 z początku lat 70., zaprojektował także silnik Vanwall R4 używany w Formule 1 w roku 1958, który opierał się na silniku używanym w motocyklu Norton. Vanwall w 1958 roku zdobył tytuł mistrza świata konstruktorów.
W roku 1965 ogłoszono nowe przepisy Formuły 1. Korzystając z tego, Dan Gurney przekonał firmę Weslake do zbudowania trzylitrowego, 48-zaworowego silnika V12, który został zaprojektowany przez byłego projektanta BRM, Aubreya Woodsa. Silnik napędzał Eagle'a T1G i zadebiutował w Grand Prix Włoch 1966, ale początkowo miał niedostatki mocy. Silnik był jednak rozwijany zimą i Gurney wygrał wyścig Race of Champions na torze Brands Hatch. Mimo że silnik był dość zawodny, to Gurney wygrał Grand Prix Belgii i był trzeci w Grand Prix Kanady. Silnik był rozwijany po sezonie, osiągając w 1968 roku moc 400 KM przy 10 250 rpm. Po sezonie 1968 Gurney zakończył współpracę z Weslake i skoncentrował się na budowie samochodów IndyCar.
W 1975 roku Weslake przy współpracy z Donem Goddenem skonstruował pierwsze silniki do motocykli żużlowych. W 1976 roku używający motocykla z silnikiem Weslake Peter Collins pokonał Jawy i został mistrzem świata. Mimo że Harry Weslake zmarł w 1978 roku, to silniki Weslake były używane w sporcie żużlowym do roku 1983.
Obecnie firma Weslake jest podzielona na trzy oddziały. Weslake Air Services projektuje silniki używane w sterowcach i samolotach lekkich. Weslake Factory koncentruje się z kolei na wyspecjalizowanych projektach silników powietrznych. Weslake Motor Heritage produkuje natomiast części zamienne do silników samochodowych.

## Wyniki w Formule 1
| Legenda oznaczeń w tabelach wyników Wyświetl szablon na nowej stronie | Legenda oznaczeń w tabelach wyników Wyświetl szablon na nowej stronie                                                                     |
| Oznaczenie                                                            | Wyjaśnienie |
| --------------------------------------------------------------------- | --- |
| Złoty                                                                 | Zwycięzca lub mistrzostwo |
| Srebrny                                                               | 2. miejsce lub wicemistrzostwo |
| Brązowy                                                               | 3. miejsce lub II wicemistrzostwo |
| Zielony                                                               | Ukończył, punktował (w klasyfikacji generalnej, gdy zdobył co najmniej jeden punkt na przestrzeni sezonu, poza trzema powyższymi opcjami) |
| Niebieski                                                             | Ukończył, nie punktował (w klasyfikacji generalnej, gdy nie zdobył co najmniej jednego punktu na przestrzeni sezonu)                      |
| Czerwony                                                              | Nie zakwalifikował się (NZ) |
| Czerwony                                                              | Nie prekwalifikował się (NPK) |
| Różowy                                                                | Nie ukończył (NU) |
| Różowy                                                                | Niesklasyfikowany (NS) (w klasyfikacji generalnej, gdy nie został sklasyfikowany w żadnym wyścigu sezonu)                                 |
| Czarny                                                                | Zdyskwalifikowany (DK) |
| Czarny                                                                | Wykluczony (WYK/EX) |
| Biały                                                                 | Nie wystartował (NW) |
| Biały                                                                 | Kontuzjowany (K/INJ) |
| Biały                                                                 | Wyścig odwołany (OD/C) |
| Bez koloru                                                            | Został wycofany (WYC/WD) |
| Bez koloru                                                            | Nie przybył (NP/DNA) |
| Bez koloru                                                            | Nie brał udziału w treningach (NT/DNP) |
| Bez koloru                                                            | Nie został zgłoszony (–) |
| Pogrubienie                                                           | Start z pole position |
| Kursywa                                                               | Najszybsze okrążenie wyścigu |
| †                                                                     | Nie ukończył, ale jego rezultat został zaliczony ze względu na przejechanie więcej niż 90% dystansu wyścigu.                              |
| *                                                                     | Sezon w trakcie |
| 1/2/3                                                                 | Punktowana pozycja w sprincie kwalifikacyjnym                                                                                             |
| Lista systemów punktacji Formuły 1                                    | |

| Sezon | Zespół                | Samochód  | Silnik          | Kierowcy            | Wyniki w poszczególnych eliminacjach | Wyniki w poszczególnych eliminacjach | Wyniki w poszczególnych eliminacjach | Wyniki w poszczególnych eliminacjach | Wyniki w poszczególnych eliminacjach | Wyniki w poszczególnych eliminacjach | Wyniki w poszczególnych eliminacjach | Wyniki w poszczególnych eliminacjach | Wyniki w poszczególnych eliminacjach | Wyniki w poszczególnych eliminacjach | Wyniki w poszczególnych eliminacjach | Wyniki w poszczególnych eliminacjach | Wyniki kierowców | Wyniki kierowców | Wyniki konstruktora | Wyniki konstruktora |
| 1966  |                       |           |                 |                     | Monako                               | Belgia                               | Francja                              | Wielka Brytania                      | Holandia                             | Niemcy                               | Włochy                               | Stany Zjednoczone                    | Meksyk                               |                                      |                                      |                                      | Pkt.             | Msc.             | Pkt.                | Msc.                |
| ----- | --------------------- | --------- | --------------- | ------------------- | ------------------------------------ | ------------------------------------ | ------------------------------------ | ------------------------------------ | ------------------------------------ | ------------------------------------ | ------------------------------------ | ------------------------------------ | ------------------------------------ | ------------------------------------ | ------------------------------------ | ------------------------------------ | ---------------- | ---------------- | ------------------- | ------------------- |
| 1966  | Anglo American Racers | Eagle Mk1 | Weslake Type 58 | Dan Gurney          | -                                    | -                                    | -                                    | -                                    | -                                    | -                                    | NU                                   | NU                                   | -                                    |                                      |                                      |                                      | 0 (4)            | 12               | 0                   | NS                  |
| 1966  | Anglo American Racers | Eagle Mk1 | Weslake Type 58 | Bob Bondurant       | -                                    | -                                    | -                                    | -                                    | -                                    | -                                    | -                                    | -                                    | NU                                   |                                      |                                      |                                      | 0 (3)            | 14               | 0                   | NS                  |
| 1967  |                       |           |                 |                     |                                      | Monako                               | Holandia                             | Belgia                               | Francja                              | Wielka Brytania                      | Niemcy                               | Kanada                               | Włochy                               | Stany Zjednoczone                    | Meksyk                               |                                      | Pkt.             | Msc.             | Pkt.                | Msc.                |
| 1967  | Anglo American Racers | Eagle Mk1 | Weslake Type 58 | Dan Gurney          | -                                    | NU                                   | NU                                   | 1                                    | NU                                   | NU                                   | NU                                   | 3                                    | NU                                   | NU                                   | NU                                   |                                      | 13               | 8                | 13                  | 7                   |
| 1967  | Anglo American Racers | Eagle Mk1 | Weslake Type 58 | Richie Ginther      | -                                    | NZ                                   | -                                    | -                                    | -                                    | -                                    | -                                    | -                                    | -                                    | -                                    | -                                    |                                      | 0                | NS               | 13                  | 7                   |
| 1967  | Anglo American Racers | Eagle Mk1 | Weslake Type 58 | Bruce McLaren       | -                                    | -                                    | -                                    | -                                    | NU                                   | NU                                   | NU                                   | -                                    | -                                    | -                                    | -                                    |                                      | 0 (3)            | 14               | 13                  | 7                   |
| 1967  | Anglo American Racers | Eagle Mk1 | Weslake Type 58 | Ludovico Scarfiotti | -                                    | -                                    | -                                    | -                                    | -                                    | -                                    | -                                    | -                                    | NU                                   | -                                    | -                                    |                                      | 0 (1)            | 21               | 13                  | 7                   |
| 1968  |                       |           |                 |                     |                                      |                                      | Monako                               | Belgia                               | Holandia                             | Francja                              | Wielka Brytania                      | Niemcy                               | Włochy                               | Kanada                               | Stany Zjednoczone                    | Meksyk                               | Pkt.             | Msc.             | Pkt.                | Msc.                |
| 1968  | Anglo American Racers | Eagle Mk1 | Weslake Type 58 | Dan Gurney          | NU                                   | -                                    | NU                                   | -                                    | -                                    | -                                    | NU                                   | 9                                    | NU                                   | -                                    | -                                    | -                                    | 0 (3)            | 21               | 0                   | 12                  |